# Johannes II van Keulen
Johannes II van Keulen (ook: Joannes van Keulen) (Amsterdam, 1704 – 1755) was een Nederlands cartograaf, auteur, uitgever, producent, distributeur en boekverkoper.

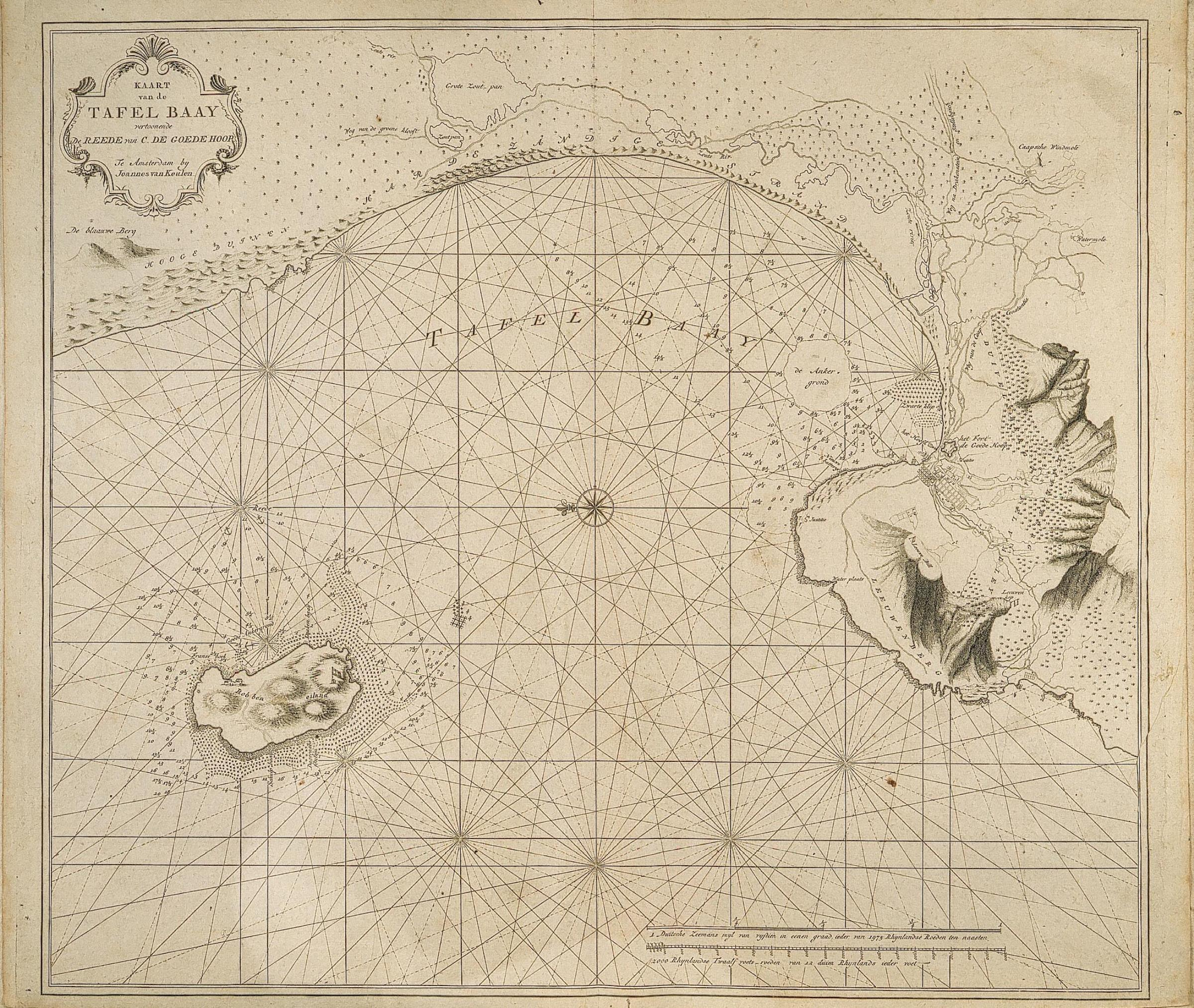
Kaart van de Tafel baay vertoonende de Reede van C. de Goede Hoop. Getekend door Joannes II van Keulen in 1753. (collectie Nationaal Archief, 's-Gravenhage)

## Biografie
Hij was een zoon van Gerard van Keulen (1678-1726) en Ludowina Konst en een kleinzoon van Johannes van Keulen (1654-1715). Johannes II trouwt met Catharina Buijs. Zij krijgen twee zonen, Cornelis Buijs en Gerard Hulst van Keulen. Van Keulen erft het familiebedrijf via zijn vader in 1726. Het bedrijf is inmiddels een gerenommeerde uitgever en verkoper van zeeatlassen en -kaarten, stuurmansgidsen, boeken en tevens producent en distributeur van navigatie-instrumenten.
Vanaf 1744 is Van Keulen officieel als kaartenmaker in dienst van de Vereenigde Oostindische Compagnie, een voorrecht dat is gestart bij zijn vader toen deze dit privilege overnam van Willem Blaeu. In hetzelfde jaar gaat hij over tot de productie van de octant van Hadley.
In 1753 krijgt hij toestemming om het zesde deel van de Nieuwe groote lichtende zee-fakkel te publiceren. Hiermee completeert hij het tot dan toe vijfdelige werk dat zijn grootvader, Johannes van Keulen, beroemd had gemaakt. Jan de Marre voorziet Van Keulen van informatie om het deel te kunnen maken. Het zesde deel ontvouwt de vaart op de Oost en onderscheidt zich van de andere delen door het ontbreken van beschrijvingen en kustprofielen. Ze bevat alleen kaarten en in tegenstelling tot de eerdere delen zijn er veel kaarten van andere auteurs in opgenomen, bijvoorbeeld van Doncker, Goos, Mortier, Ottens, Valk & Schenk, Vinckeboons en de Weduwe Visser. Het belangrijkste verschil blijft echter dat de voorheen zorgvuldig geheim gehouden cartografie van de Indische archipel met dit deel beschikbaar is geworden voor iedereen.
Twee jaar later sterft Johannes II van Keulen. De cartograaf heeft dan ten minste 130 kaarten gemaakt die in vier talen over de wereld zijn verspreid. Na zijn overlijden zetten zijn weduwe Catharina Buijs en hun zonen het familiebedrijf voort.

## Varia
- Wereldwijd hebben anno 2017 158 bibliotheken werken van Johannes II van Keulen in het bezit.
- De Universiteitsbibliotheek Leiden is in het bezit van de 'Collectie Van Keulen', welke 334 grootschalige manuscriptkaarten bevat die zijn uitgebracht in de jaren 1704 - 1755. De collectie maakte onderdeel uit van het oorspronkelijke bedrijfsarchief.

- Bibsys: 1581514962127
- Biblioteca Nacional de España: XX1478302
- Bibliothèque nationale de France: cb153774447 (data)
- Gemeinsame Normdatei: 129000825
- International Standard Name Identifier: 0000 0000 7848 6099
- Library of Congress Control Number: n94019923
- Nationale Bibliotheek van Tsjechië: mzk2010573321
- Nationale bibliotheek van Australië: 45256776
- Nationale Bibliotheek van Israël: 987007311986505171
- Nederlandse Thesaurus van Auteursnamen: 069763267
- Système universitaire de documentation: 188991980
- Trove: 1469846
- Virtual International Authority File: 10913192
- WorldCat: E39PBJycGC84hBKvVyvvyhgh73